# بمبروك
بمبروك (بالإنجليزية: Pembroke, Kentucky)‏ هي مدينة تقع في مقاطعة كرستشيان، كنتاكي بولاية كنتاكي في وسط جنوب شرق الولايات المتحدة. تبلغ مساحة هذه المدينة 2.7 (كم²)، وترتفع عن سطح البحر 179 م، بلغ عدد سكانها 797 نسمة في عام 2000 حسب إحصاء مكتب تعداد الولايات المتحدة وتصل الكثافة السكانية فيها 298.2 نسمة/كم2.

## التركيبة السكانية
حدّد مكتب تعداد الولايات المتحدة بيانات التركيبة السكانية لبمبروك في تعداد الولايات المتحدة. في ما يلي، التركيبة السكانية حسب تعدادي 2000 و2010.

### تعداد عام 2000
بلغ عدد سكان بمبروك 797 نسمة بحسب تعداد عام 2000، وبلغ عدد الأسر 305 أسرة وعدد العائلات 214 عائلة مقيمة في المدينة. في حين سجلت الكثافة السكانية 276.7 نسمة لكل كيلومتر مربع (716.6/ميل2). وبلغ عدد الوحدات السكنية 328 وحدة بمتوسط كثافة قدره 113.9 لكل كيلومتر مربع (295.0/ميل2).
وتوزع التركيب العرقي للمدينة بنسبة 64.87% من البيض و31.12% من الأمريكيين الأفارقة و0.50% من الأمريكيين الأصليين و0.25% من الأمريكيين ذوي الأصول الآسيوية و0.75% من الأعراق الأخرى و2.51% من عرقين مختلطين أو أكثر و1.25% من الهسبانيون أو اللاتينيون من أي عرق.
بلغ عدد الأسر 305 أسرة كانت نسبة 38.7% منها لديها أطفال تحت سن الثامنة عشر تعيش معهم، وبلغت نسبة الأزواج القاطنين مع بعضهم البعض 48.2% من أصل المجموع الكلي للأسر، ونسبة 18.4% من الأسر كان لديها معيلات من الإناث دون وجود شريك،  بينما كانت نسبة 3.6% من الأسر لديها معيلون من الذكور دون وجود شريكة وكانت نسبة 29.8% من غير العائلات. تألفت نسبة 26.2% من أصل جميع الأسر من عدة أفراد يعيشون في نفس المنزل ونسبة 11.5% كانت تتألف من شخص يعيش بمفرده يبلغ من العمر 65 عاماً أو أكثر. وبلغ متوسط حجم الأسرة المعيشية 2.45، أما متوسط حجم العائلات فبلغ 2.95.
بلغ العمر الوسطي للسكان 36.6 عاماً. وكانت نسبة 25.7% من القاطنين تحت سن الثامنة عشر، وكانت نسبة 10.4% بين الثامنة عشر والرابعة والعشرين عاماً، ونسبة 24.8% كانت واقعةً في الفئة العمرية ما بين الخامسة والعشرين والرابعة والأربعين عاماً، ونسبة 19.8% كانت ما بين الخامسة والأربعين والرابعة والستين، ونسبة 12.9% كانت ضمن فئة الخامسة والستين عاماً فما فوق. يوجد لكل 100 أنثى 86.8 ذكر، ويوجد لكل 100 أنثى في الثامنة عشر من عمرها فما فوق 77.7 ذكر.
بلغ متوسط دخل الأسرة في المدينة 27,143 دولارًا، أما متوسط دخل العائلة فبلغ 30,568 دولارًا. وكان متوسط دخل الذكور 28,250 دولارًا مقابل 18,194 دولارًا للإناث. وسجل دخل الفرد الخاص بالمدينة 13,663 دولارًا. وكانت نسبة 20.5% من العائلات ونسبة 24% من السكان تحت خط الفقر، وكان من هؤلاء نسبة 32.1% تحت سن الثامنة عشر ونسبة 21.4% في الخامسة والستين من العمر وما فوق.

### تعداد عام 2010
بلغ عدد سكان بمبروك 869 نسمة بحسب تعداد عام 2010، وبلغ عدد الأسر 338 أسرة وعدد العائلات 223 عائلة مقيمة في المدينة. في حين سجلت الكثافة السكانية 301.7 نسمة لكل كيلومتر مربع (781.4/ميل2). وبلغ عدد الوحدات السكنية 378 وحدة بمتوسط كثافة قدره 131.2 لكل كيلومتر مربع (339.8/ميل2).
وتوزع التركيب العرقي للمدينة بنسبة 70.08% من البيض و26.70% من الأمريكيين الأفارقة و0.58% من الأمريكيين الأصليين و0.35% من الأمريكيين ذوي الأصول الآسيوية و0.12% من الأعراق الأخرى و2.19% من عرقين مختلطين أو أكثر و2.19% من الهسبانيون أو اللاتينيون من أي عرق.
بلغ عدد الأسر 338 أسرة كانت نسبة 37% منها لديها أطفال تحت سن الثامنة عشر تعيش معهم، وبلغت نسبة الأزواج القاطنين مع بعضهم البعض 45.9% من أصل المجموع الكلي للأسر، ونسبة 15.4% من الأسر كان لديها معيلات من الإناث دون وجود شريك،  بينما كانت نسبة 4.7% من الأسر لديها معيلون من الذكور دون وجود شريكة وكانت نسبة 34% من غير العائلات. تألفت نسبة 30.2% من أصل جميع الأسر من عدة أفراد يعيشون في نفس المنزل ونسبة 11.2% كانت تتألف من شخص يعيش بمفرده يبلغ من العمر 65 عاماً أو أكثر. وبلغ متوسط حجم الأسرة المعيشية 2.41، أما متوسط حجم العائلات فبلغ 2.95.
بلغ العمر الوسطي للسكان 39.1 عاماً. وكانت نسبة 26.2% من القاطنين تحت سن الثامنة عشر، وكانت نسبة 7.7% بين الثامنة عشر والرابعة والعشرين عاماً، ونسبة 22.6% كانت واقعةً في الفئة العمرية ما بين الخامسة والعشرين والرابعة والأربعين عاماً، ونسبة 26.2% كانت ما بين الخامسة والأربعين والرابعة والستين، ونسبة 17.3% كانت ضمن فئة الخامسة والستين عاماً فما فوق. وتوزع التركيب الجنسي للسكان بنسبة 46.8% ذكور و53.2% إناث.

## وصلات خارجية
- The US50 - Cities and Towns in Kentucky State